# Märynummi
Märynummi är en tätort (finska: taajama) i Salo stad (kommun) i landskapet Egentliga Finland i Finland. Fram till 2009 låg Märynummi i Halikko kommun. Vid tätortsavgränsningen den 31 december 2021 hade Märynummi 969 invånare och omfattade en landareal av 1,81 kvadratkilometer.